# Maxburretia furtadoana
Maxburretia furtadoana är en enhjärtbladig växtart som beskrevs av John Dransfield. Maxburretia furtadoana ingår i släktet Maxburretia och familjen Arecaceae. Inga underarter finns listade i Catalogue of Life.